# Hidroxicalcioromeïta
La hidroxicalcioromeïta és un mineral de la classe dels òxids que pertany al grup de la romeïta. Va ser anomenada primerament com lewisita, sent rebatejada com a romeïta amb titani l'any 2007 amb l'aplicació de nous noms sistemàtics que substituïen els noms trivials. La nomenclatura del supergrup del piroclor va ser revisada per Atencio et al. (2010) i es va reclassificar i reanomenar l'espècie.

## Característiques
La hidroxicalcioromeïta és un òxid de fórmula química (Ca,Sb3+)₂(Sb5+,Ti)₂O₆(OH). Es tracta d'una espècie aprovada per l'Associació Mineralògica Internacional, i publicada per primera vegada el 1895. Cristal·litza en el sistema isomètric. La seva duresa a l'escala de Mohs és 5,5.
Segons la classificació de Nickel-Strunz, la hidroxicalcioromeïta pertany a «04.DH: Òxids amb proporció Metall:Oxigen = 1:2 i similars, amb cations grans (+- mida mitjana); plans que comparteixen costats d'octàedres» juntament amb els següents minerals: brannerita, ortobrannerita, thorutita, kassita, lucasita-(Ce), bariomicrolita, bariopiroclor, betafita, bismutomicrolita, calciobetafita, ceriopiroclor, cesstibtantita, jixianita, hidropiroclor, natrobistantita, plumbopiroclor, plumbomicrolita, plumbobetafita, estibiomicrolita, estronciopiroclor, estanomicrolita, estibiobetafita, uranpiroclor, itrobetafita, itropiroclor, fluornatromicrolita, bismutopiroclor, hidrokenoelsmoreïta, bismutostibiconita, oxiplumboromeïta, monimolita, cuproromeïta, stetefeldtita, estibiconita, rosiaïta, zirconolita, liandratita, petscheckita, ingersonita i pittongita.

## Formació i jaciments
Va ser descoberta a finals del segle xix al Brasil, concretament a Tripuí, dins el districte d'Ouro Preto (Ouro Preto, Minas Gerais). També ha estat descrita al Canadà, els Estats Units, Àustria, Grècia, Macedònia del Nord, Suècia, el Vietnam, la República Popular de la Xina, Austràlia i Nova Zelanda.